# Kuzmica
Kuzmica är en ort i Kroatien.   Den ligger i länet Slavonien, i den östra delen av landet, 150 km öster om huvudstaden Zagreb. Kuzmica ligger 128 meter över havet och antalet invånare är 525.
Terrängen runt Kuzmica är platt åt nordost, men åt sydväst är den kuperad. Runt Kuzmica är det ganska glesbefolkat, med 23 invånare per kvadratkilometer. Närmaste större samhälle är Požega, 5,7 km väster om Kuzmica. Trakten runt Kuzmica består till största delen av jordbruksmark.